# Аношко, Валерий Станиславович
Вале́рий Станисла́вович Ано́шко (бел. Валерый Станіслававіч Аношка; 9 августа 1938, Гайдукова Слободка, Минская область — 17 января 2015) — белорусский географ (физическая география) и почвовед, доктор географических наук, профессор, заслуженный работник БГУ, один из основателей мелиоративной (инженерной) географии и автор учебников по этому направлению.

## Биография
Валерий Станиславович Аношко родился 9 августа 1938 года в небольшой деревне Гайдуково Слободка Червенского района Минской области. Начальную школу окончил в родной деревне (школа в комнате обычного жилого дома), далее учился в Краснодарской семилетней школе и в Рованичской средней школе (с 1952 года). С 1955 по 1956 годы работал в Бюро технической инвентаризации (БТИ) г. Минск, с 1956 по 1957 годы Минском мотовелозаводе. Был избран секретарем цеховой комсомольской организации и членом комитета комсомола завода.
В 1957 году поступил на географический факультет Белорусского государственного университета. Принимал активное участие в работе научных студенческих конференций. Уже на 3 курсе после производственной практики В. С. Аношко зачисляется на штатную должность техника-почвоведа, а позже — инженера-почвоведа БелНИИ почвоведения, что и определило его дальнейшую специализацию. После окончания географического факультета (1963 год) работал учителем в Староюрковичской восьмилетней школе Любанского района Минской области. По совместительству продолжал работать инженером-почвоведом БелНИИ почвоведения.
С 1964 года работает в БГУ в качестве младшего научного сотрудника научно-исследовательской Лаборатории биогеохимии почв (руководитель лаборатории — академик И. С. Лупинович). В 1965 году поступил в аспирантуру при кафедре почвоведения БГУ. Во время этого принимал участие во всесоюзных научных конференциях в Днепропетровске и Львове. После окончания аспирантуры остался работать на кафедре. В 1973 году был избран на должность старшего преподавателя кафедры почвоведения. В 1980 году назначается и. о. заведующего кафедрой почвоведения и геологии БГУ, а в 1982 году избирается по конкурсу на эту должность. Благодаря его труду кафедра стала базой для организации двух новых специальностей: «геология» и «геоинформационные системы».
Участвовал в подготовке к выходу первого номера «Вестника БГУ» (1968-1969), в организации и проведении всесоюзных симпозиумов по мелиоративной географии и всесоюзных конференций по природно-мелиоративному мониторингу. В 1983 году на III съезде белорусских географов В. С. Аношко единогласно избирается президентом Географического общества БССР. По его инициативе и при его участии организована работа по подготовке и изданию Национального атласа Белоруссии (2002 год), определены географические центры Белоруссии и Европы.
В 1990 году на совете Ленинградского госуниверситета защитил диссертацию на звание доктора географических наук на тему «Мелиоративно-географический анализ крупного региона (на примере территории Белорусской ССР)». В 1991 году присвоено ученое звание профессора, в это же время назначается ректором Белорусско-норвежской народной высшей школы. Избран членом-корреспондентом (1993 год), позже академиком (1995 год) Международной академии экологии; в 1994 году избран членом-корреспондентом Международной академии наук Евразии, в состав которой вошли ученые более 10 стран мира.
В. С. Аношко состоялся как историограф. Большое внимание уделял роли белорусов и всех выходцев из Белоруссии в развитии и становлении науки. Активно участвовал в организации и проведении конференций, посвященным значительным юбилеям И. И. Домейко, И. И. Ходзько, А. А. Смолича, Г. И. Горецкого, И. С. Лупиновича, О. Ф. Якушко и др. Много внимания уделял проблемам мелиорации Полесья. В 2013 году возглавил исследования по обобщению состояния природных комплексов Полесья и определению проблем по их оптимизации и рациональному использованию.

## Педагогическая деятельность
На протяжении многих лет преподавал ключевую дисциплину — «Почвоведение и география почв», по которой издал три учебника (2000, 2011, 2013).
Постоянно занимался обновлением учебного процесса на кафедре, разрабатывал новые курсы: «Основы географического прогнозирования» (с 1980 г.), «Экологические основы мелиорации» (1978-1986), «Инженерная география» (с 1992 г.), «Учение о геотехнических системах», «История почвоведения Беларуси» (1992 г.), «История и методология почвоведения» (с 2010 г.). По каждому из названных курсов им были написаны учебники или учебно-методические пособия.
Много внимания уделял также и школьному географическому образованию. По его инициативе начиная с 1991 года проводятся олимпиады школьников по географии. Более 10 лет он был председателем жюри всех республиканских олимпиад по географии. Систематически выступал перед учителями с лекциями и докладами в областном и республиканском институтах усовершенствования учителей.
Научное и педагогическое наследие В. С. Аношко составляет свыше 500 научных публикаций, среди которых более 50 отдельных изданий (монографии, учебники, учебные пособия, программы и рекомендации).

## Участие в общественной жизни
Входил в состав и возглавлял партийное и профсоюзное бюро, методическую комиссию, совет молодых ученых, был членом научно-технического совета Минприроды РБ, экспертом совета Фонда фундаментальных исследований АН Беларуси, членом совета «Проблемы Полесья», членом бюро совета по биосфере и Экологической комиссии АН Беларуси, членом редакционного совета «Белорусской Энциклопедии», членом двух советов по защите кандидатских и докторских диссертаций, заместителем председателя экспертного совета ВАК, председателем секции географии, геологии, геодезии и картографии научно-методического центра Минобразования Республики Беларусь, заместителем главного редактора научно-методического журнала «Геаграфія» и т. д.

## Награды и премии
- Отличник образования Республики Беларусь (1998 год)
- Заслуженный работник Белорусского государственного университета" (2013 год)
- Медаль Франциска Скорины (1996 год)
- Почётная грамота Совета Министров Республики Беларусь
- Грамота Министерства высшего и среднего специального образования СССР
- Четыре Почётные грамоты Министерства образования Республики Беларусь
- Более 10 почетных грамот ректората БГУ
- Три Почётные грамоты Географического общества СССР
- Дважды лауреат премии БГУ имени академика А. Н. Севченко (1998 и 2002 годы)